# Alvin (Illinois)
Alvin è un villaggio degli Stati Uniti d'America, situato nello Stato dell'Illinois, nella contea di Vermilion.